# Secaș
Secas là một xã thuộc hạt Timiș, România. Dân số thời điểm năm 2002 là 304 người.